# Hoplichthys

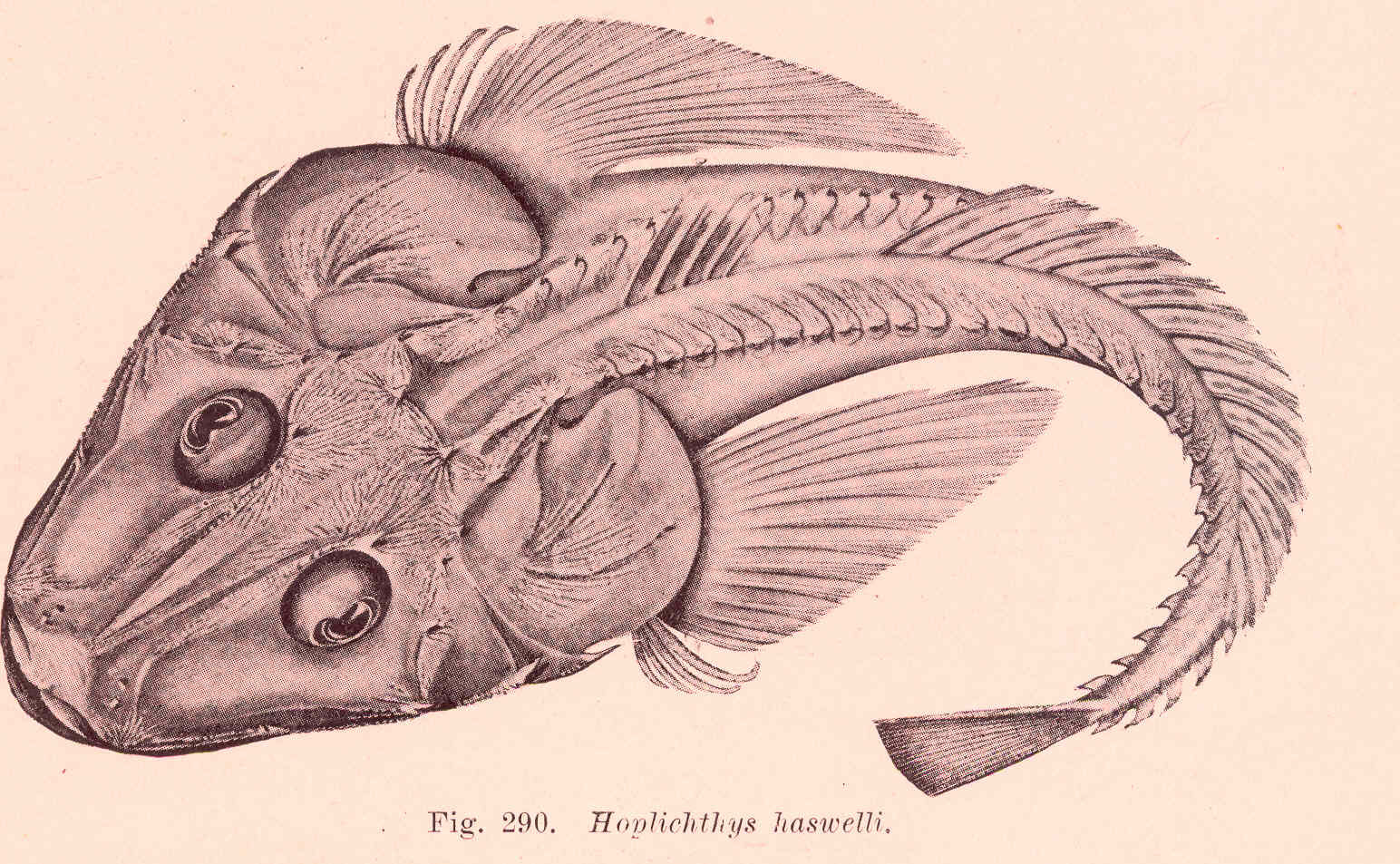
Hoplichthys haswelli.

Hoplichthys es un género de peces actinopeterigios marinos, el único de la familia monotípica Hoplichthyidae. Su nombre procede del latín hoplitas (escudo largo) y del griego ichthys (pez).

## Morfología
Peces alargados con una longitud máxima descrita de 43 cm, con cabeza muy ancha y fuertemente deprimida, con espinas y crestas, sin escamas en la piel, línea lateral de escudos espinosos, aleta pectoral con 3 o 4 radios inferiores libres, aletas pélvicas muy separadas con una espina y 5 radios blandos, aleta anal sin espinas.

## Distribución y hábitat
Sus especies se distribuyen por aguas del océano Pacífico y del océano Índico, donde viven pegados al fondo con comportamiento bentónico, aproximadamente entre los 10 y los 1500 metros de profundidad.

## Especies
Existen 13 especies reconocidas en este género y familia:
- Hoplichthys acanthopleurus Regan, 1908
- Hoplichthys citrinus Gilbert, 1905
- Hoplichthys fasciatus Matsubara, 1937
- Hoplichthys filamentosus Matsubara & Ochiai, 1950
- Hoplichthys gilberti Jordan & Richardson, 1908
- Hoplichthys haswelli McCulloch, 1907
- Hoplichthys imamurai Nagano, McGrouther & Yabe, 2013
- Hoplichthys langsdorfii Cuvier, 1829
- Hoplichthys ogilbyi McCulloch, 1914
- Hoplichthys pectoralis (Fowler, 1943)
- Hoplichthys platophrys Gilbert, 1905
- Hoplichthys prosemion (Fowler, 1938)
- Hoplichthys regani Jordan, 1908